# تیم ملی فوتبال چکسلواکی
تیم ملی فوتبال چکسلواکی از ۱۹۲۲ تا ۱۹۹۳ بود. پس از انحلال چکسلواکی در پایان سال ۱۹۹۲ به تیم ملی جمهوری چک و تیم ملی اسلواکی تقسیم شد. تیم چکسلواکی که توسط انجمن فوتبال چکسلواکی کنترل می‌شد قهرمان مسابقات قهرمانی اروپا در سال ۱۹۷۶ بود. آنتونین پوچ با ۳۴ گل بیشترین گل ملی را دارد.
این تیم اولین بار در سال ۱۹۳۴ به میدان رفت. و بهترین بردش با نتیجه ۸ بر ۰ است.
این تیم در تاریخ ۱۹ دسامبر ۲۰۲۴ در رده‌بندی فیفا در رتبه ۴۲ قرار گرفت.

## سابقه در جام جهانی
| سال                   | مرحله          | رتبه    | تعداد بازی | برد | تساوی* | باخت | گل زده | گل خورده |
| --------------------- | -------------- | ------- | ---------- | --- | ------ | ---- | ------ | -------- |
| جام جهانی فوتبال ۱۹۳۰ | شرکت نکرد      | -       | -          | -   | -      | -    | -      | -        |
| جام جهانی فوتبال ۱۹۳۴ | فینال          | ۲       | ۴          | ۳   | ۰      | ۱    | ۹      | ۶        |
| جام جهانی فوتبال ۱۹۳۸ | یک چهارم نهایی | ۵       | ۳          | ۱   | ۱      | ۱    | ۵      | ۳        |
| جام جهانی فوتبال ۱۹۵۰ | شرکت نکرد      | -       | -          | -   | -      | -    | -      | -        |
| جام جهانی فوتبال ۱۹۵۴ | دور ۱          | ۱۴      | ۲          | ۰   | ۰      | ۲    | ۰      | ۷        |
| جام جهانی فوتبال ۱۹۵۸ | دور ۱          | ۹       | ۴          | ۱   | ۱      | ۲    | ۹      | ۶        |
| جام جهانی فوتبال ۱۹۶۲ | فینال          | ۲       | ۶          | ۳   | ۱      | ۲    | ۷      | ۷        |
| جام جهانی فوتبال ۱۹۶۶ | راه نیافت      | -       | -          | -   | -      | -    | -      | -        |
| جام جهانی فوتبال ۱۹۷۰ | دور ۱          | ۱۵      | ۳          | ۰   | ۰      | ۳    | ۲      | ۷        |
| جام جهانی فوتبال ۱۹۷۴ | راه نیافت      | -       | -          | -   | -      | -    | -      | -        |
| جام جهانی فوتبال ۱۹۷۸ | راه نیافت      | -       | -          | -   | -      | -    | -      | -        |
| جام جهانی فوتبال ۱۹۸۲ | دور            | ۱۹      | ۳          | ۰   | ۲      | ۱    | ۲      | ۴        |
| جام جهانی فوتبال ۱۹۸۶ | راه نیافت      | -       | -          | -   | -      | -    | -      | -        |
| جام جهانی فوتبال ۱۹۹۰ | یک چهارم نهایی | ۶       | ۵          | ۳   | ۰      | ۲    | ۱۰     | ۵        |
| ۱۹۹۴                  | راه نیافت      | -       | -          | -   | -      | -    | -      | -        |
| مجموع                 | ۸/۱۵           | ۲ فینال | ۳۰         | ۱۱  | ۵      | ۱۴   | ۴۴     | ۴۵       |

## سابقه در جام ملت‌های اروپا
| سال                   | مرحله      | رتبه | تعداد بازی | برد | تساوی* | باخت | گب زده | گل خورده |
| --------------------- | ---------- | ---- | ---------- | --- | ------ | ---- | ------ | -------- |
| ۱۹۶۰                  | جایگاه سوم | ۲    | ۱          | ۰   | ۱      | ۲    | ۳      |          |
| جام ملت‌های اروپا ۱۹۶۴ | راه نیافت  | -    | -          | -   | -      | -    | -      |          |
| جام ملت‌های اروپا ۱۹۶۸ | راه نیافت  | -    | -          | -   | -      | -    | -      |          |
| ۱۹۷۲                  | راه نیافت  | -    | -          | -   | -      | -    | -      |          |
| ۱۹۷۶                  | قهرمان     | ۲    | ۱          | ۱   | ۰      | ۵    | ۳      |          |
| ۱۹۸۰                  | جایگاه سوم | ۴    | ۱          | ۲   | ۱      | ۵    | ۴      |          |
| ۱۹۸۴                  | راه نیافت  | -    | -          | -   | -      | -    | -      |          |
| ۱۹۸۸                  | راه نیافت  | -    | -          | -   | -      | -    | -      |          |
| ۱۹۹۲                  | راه نیافت  | -    | -          | -   | -      | -    | -      |          |
| مجموع                 | ۳/۹        | ۸    | ۳          | ۳   | ۲      | ۱۲   | ۱۰     |          |

## رکوردهای بازی

### Most capped players
| #   | Player             | Czechoslovakia career | Caps | Goals |
| --- | ------------------ | --------------------- | ---- | ----- |
| ۱.  | Zdeněk Nehoda      | ۱۹۷۱–۱۹۸۷             | ۹۰   | ۳۱    |
| ۲.  | Marián Masný       | ۱۹۷۴–۱۹۸۲             | ۷۵   | ۱۸    |
| ۲.  | لادیسلاف نوواک     | ۱۹۵۲–۱۹۶۶             | ۷۵   | ۱     |
| ۴.  | فرانتیشک پلانیچکا  | ۱۹۲۶–۱۹۳۸             | ۷۳   | ۰     |
| ۵.  | Karol Dobiaš       | ۱۹۶۷–۱۹۸۰             | ۶۷   | ۶     |
| ۶.  | یوزف ماسوپوست      | ۱۹۵۴–۱۹۶۶             | ۶۳   | ۱۰    |
| ۶.  | Ivo Viktor         | ۱۹۶۶–۱۹۷۷             | ۶۳   | ۰     |
| ۸.  | یان پوپلوهار       | ۱۹۵۸–۱۹۶۷             | ۶۲   | ۱     |
| ۹.  | آنتونین پوچ        | ۱۹۲۶–۱۹۳۸             | ۶۰   | ۳۴    |
| ۱۰. | Antonín Panenka    | ۱۹۷۳–۱۹۸۲             | ۵۹   | ۱۷    |
| ۱۱. | Jan Fiala          | ۱۹۷۷–۱۹۸۷             | ۵۸   | ۱     |
| ۱۱. | Anton Ondruš       | ۱۹۷۴–۱۹۸۰             | ۵۸   | ۹     |
| ۱۳. | Ladislav Jurkemik  | ۱۹۷۴–۱۹۸۳             | ۵۷   | ۳     |
| ۱۴. | اسواتوپلوک پلوسکال | ۱۹۵۲–۱۹۶۵             | ۵۶   | ۱     |
| ۱۵. | یاروسلاو بورگر     | ۱۹۲۹–۱۹۳۸             | ۵۵   | ۰     |
| ۱۵. | Koloman Gögh       | ۱۹۷۴–۱۹۸۰             | ۵۵   | ۱     |
| ۱۵. | Ivan Hašek         | ۱۹۸۴–۱۹۹۳             | ۵۵   | ۵     |
| ۱۵. | Ján Kozák          | ۱۹۷۶–۱۹۸۴             | ۵۵   | ۹     |
| ۱۵. | Ladislav Vízek     | ۱۹۷۷–۱۹۸۶             | ۵۵   | ۱۳    |
| ۲۰. | ژوزف بارموش        | ۱۹۷۷–۱۹۸۲             | ۵۲   | ۰     |
| ۲۰. | Jozef Chovanec     | ۱۹۸۴–۱۹۹۲             | ۵۲   | ۴     |

### گلزنان برتر
| #  | Player           | Czechoslovakia career | Goals | Caps |
| -- | ---------------- | --------------------- | ----- | ---- |
| ۱. | آنتونین پوچ      | ۱۹۲۶–۱۹۳۸             | ۳۴    | ۶۰   |
| ۲. | Zdeněk Nehoda    | ۱۹۷۱–۱۹۸۷             | ۳۱    | ۹۰   |
| ۳. | اولدریش نیدلی    | ۱۹۳۱–۱۹۳۸             | ۲۸    | ۴۳   |
| ۳. | یوزف سیلنی       | ۱۹۲۵–۱۹۳۴             | ۲۸    | ۵۰   |
| ۵. | آدولف شرر        | ۱۹۵۸–۱۹۶۴             | ۲۲    | ۳۶   |
| ۵. | فرانتیشک سووبودا | ۱۹۲۷–۱۹۳۷             | ۲۲    | ۴۳   |
| ۷. | Marián Masný     | ۱۹۷۴–۱۹۸۲             | ۱۸    | ۷۵   |
| ۸. | Antonín Panenka  | ۱۹۷۳–۱۹۸۲             | ۱۷    | ۵۹   |
| ۹. | Jozef Adamec     | ۱۹۶۰–۱۹۷۱             | ۱۴    | ۴۴   |
| ۹. | توماس اسکوراوی   | ۱۹۸۵–۱۹۹۳             | ۱۴    | ۴۳   |